# الملعب البلدي بالقصرين
الملعب البلدي بالقصرين هو ملعب كرة قدم يقع في مدينة القصرين بالجمهورية التونسية، يحتوي على ثمانية آلاف مقعد.
ويستخدم هذا الملعب من طرف المستقبل الرياضي بالقصرين الذي ينشط في الرابطة التونسية الثالثة لكرة القدم.

## مكونات الملعب
يحتوي هذا الملعب على
- غرف تبدبل الملابس
- المنصة الشرفية
- غرفة البث الإذاعي والتلفزي

## موقع الملعب
يقع الملعب البلدي بالقصرين شمال مدينة القصرين قرب محول الطريق فريانة فوسانة قرب المستشفى الجهوي بالقصرين